# Едвард Лур
Едвард Лур — танзанійський лідер масаїв та правозахисник.

## Біографія
Едвард Лур народився в племені масаїв на рівнинах Сіманджіро. Його родина вела напівкочовий спосіб життя, розводила худобу. У 1970 році урядом Танзанії його сім'ю та багатьох інших жителів цього регіону було насильно вигнано. Це відгородило частину землі сіл масаїв з метою створення національного парку Тарангіре. Едвард Лур буде брати участь в одній з перших племінних неурядових організацій у Танзанії, команді ресурсів громади Уджамаа (UCRT), лідером якої він стане. Однією з головних цілей цієї громадської організації є захист прав на землю масаї скотарів у країні.

## Соціальна та екологічна активність та визнання
18 квітня 2016 року Едвард Лур у Сан-Франциско отримав премію Goldman з охорони навколишнього середовища, яку присуджують особам, активістам, інтелектуалам, які займаються екологічною боротьбою, зокрема в країнах Півдня. Ця нагорода була присуджена завдяки дії Едварда Лура щодо створення юридичної процедури для збереження прабатьківської землі масаїв, у долині Рифти. Цей механізм дозволяє корінним громадам, а не окремим особам, набувати права власності. Документами є свідоцтва про звичайне право власності ( CCRO). Вважається, що масаї, які є напівкочівниками, налічують близько 400 000 осіб, і вони зараз живуть на півночі Танзанії.

## Пограбування корінних народів
Едвард Лур веде свою боротьбу не лише за свою громаду масаїв, а й за все корінне населення Танзанії (наприклад, мисливців-збирачів хадзабе). Проблема полягала у тому, що всі племена знаходяться під впливом урядової політики, яка з 1950-х років вигнала це населення з територій їхніх предків. Причина в тому, що влада розраховує на створення «національних парків», які стають майданчиками для спортивного полювання та сафарі. При цьому за ці переміщення населення не отримує жодної компенсації. Слід зазначити, що політика виселення виправдовується прагненням захистити навколишнє середовище, аргумент, який засуджують правозахисники.